# Cho Jae-ho
Cho Jae-ho (* 7. April 1980 in Südkorea) ist ein professioneller Karambolagespieler aus Südkorea.

## Karriere
Korea ist seit den 1980er-Jahren eine aufstrebende Billardnation, besonders im Bereich des Karambolage. So lag es Cho nah sich in diesem Sport zu versuchen. Hinter Kim Kyung-roul und Choi Sung-won avancierte er schnell zum Drittbesten Spieler seines Landes. So konnte er beim Dreiband-Weltcup 2009/3 bereits eine Bronzemedaille gewinnen. Beim letzten AGIPI Billard Masters 2013 holte Cho erneut eine Bronzemedaille.  Im Januar 2014 gewann er als dritter Koreaner das Turnier in Istanbul. Im Jahr darauf gewann Cho zusammen mit seinem Teamkollegen Heo Jung-han die Silbermedaille bei der Dreiband-Weltmeisterschaft für Nationalmannschaften in Viersen. Im Finale mussten sich die beiden Jungstars nur knapp im Scotch Doubles, es stand 1:1 nach Machpunkten den beiden belgischen Altstars Eddy Merckx und Frédéric Caudron mit 15:11 geschlagen geben.
2017 gewann er als erster Asiate und Koreaner die New Yorker Verhoeven Open. Im Finale konnte er sich gegen den Belgier Eddy Leppens durchsetzen.
Am Tag nach seinem Geburtstag im April 2018 konnte er den vietnamesischen Asienmeister Nguyễn Quốc Nguyện entthronen und sich im Finale mit 40:28 in 10 Aufnahmen (ED 4,000) gegen seinen Landsmann Heo Jung-han durchsetzen.

## Erfolge
- Dreiband-Weltmeisterschaft für Nationalmannschaften:  2015
- Dreiband-Weltcup:  2014/1  2011/3, 2018/5, 2019/1  2009/3, 2011/2, 2015/3, 2016/2, 2018/1
- AGIPI Billard Masters:  2013
- Verhoeven Open:  2017
- Survival 3C Masters:  2019/2, 2019/3
- LG U+ Cup 3-Cushion Masters:  2019/4  2019/3
- Asienmeisterschaft:  2018

Quellen: